# Vol United Airlines 232
Le vol United Airlines 232 est un vol intérieur régulier de la compagnie United Airlines reliant Denver à Philadelphie, avec une escale prévue à Chicago. Le 19 juillet 1989, le moteur central à l'arrière du McDonnell Douglas DC-10 subit une grave panne moteur durant le vol, entraînant la perte des trois systèmes hydrauliques de l'avion. 
Sans commandes de vol, avec seulement la poussée des deux moteurs latéraux et faisant varier celles-ci, les pilotes dirigent l'avion et effectuent un atterrissage d'urgence sur l'aéroport de Sioux City, dans l'Iowa. En touchant le sol, l'avion se disloque sur la piste d'atterrissage et prend feu. Sur les 296 personnes à bord de l'avion, 111 passagers et un membre d'équipage sont morts lors de l'accident, tandis que 184 personnes ont survécu.
Malgré les pertes humaines, cet accident est considéré comme un bon exemple de gestion des ressources de l'équipage réussie. La majorité des personnes à bord ont survécu ; les pilotes d'essai expérimentés dans les simulateurs n'ont pas pu reproduire un atterrissage survivable dans les mêmes conditions. Il a été qualifié d'« atterrissage impossible », car il est considéré comme l'un des atterrissages les plus impressionnants jamais réalisés dans l'histoire de l'aviation civile.

## Avion
L'appareil impliqué est un McDonnell-Douglas DC-10-10 immatriculé N1819U (numéro de série 44618/118), a été fabriqué et livré en 1973 et opéré pour United Airlines depuis lors. Cet avion gros-porteur totalise 43 401 heures et 16 997 cycles (décollage/atterrissage) au moment de l'accident. Il est propulsé par trois turboréacteurs CF6-6D, conçu par General Electric. Le moteur n°2, qui est monté sur la queue de l'avion, a cumulé 42 436 heures et 16 899 cycles de fonctionnement avant l'accident.
Le DC-10 comporte trois systèmes hydrauliques indépendants, chacun alimenté par l'un des trois moteurs, afin d'actionner le mouvement des commandes de vol de l'avion. En cas de perte de puissance du moteur ou de panne de la pompe principale, une éolienne de secours pouvait fournir une alimentation électrique de secours pour les pompes auxiliaires, qui sont alimentées électriquement. Ces trois systèmes étaient conçus pour être redondants, de sorte que si deux systèmes hydrauliques étaient inutilisables, le système hydraulique restant permettrait toujours le fonctionnement et le contrôle complets de l'avion. Cependant, au moins un système hydraulique doit avoir du fluide présent et la capacité de maintenir la pression du fluide pour permettre le contrôle de l'avion.

## Équipage
- Commandant de bord : Alfred « Al » Haynes, 57 ans, au service de la compagnie depuis le 23 février 1956. 29 967 heures de vol dont 7 190 sur DC-10.
- Copilote : Bill Records, 48 ans, en service depuis le 25 août 1969. Environ 20 000 heures de vol, dont 665 sur DC-10.
- Officier mécanicien navigant : Dudley Dvorak, 51 ans, au service de la compagnie depuis le 19 mai 1986. Environ 15 000 heures de vol dont 33 sur DC-10.
- Personnel de cabine : 8 personnes (Janice Brown, Barbara Gillaspie, Timothy Owens, Georgeann Decastillo, Susan White, Donna McGrady, Virginia Murray, Rene Lebeau).

## Circonstances de l'accident

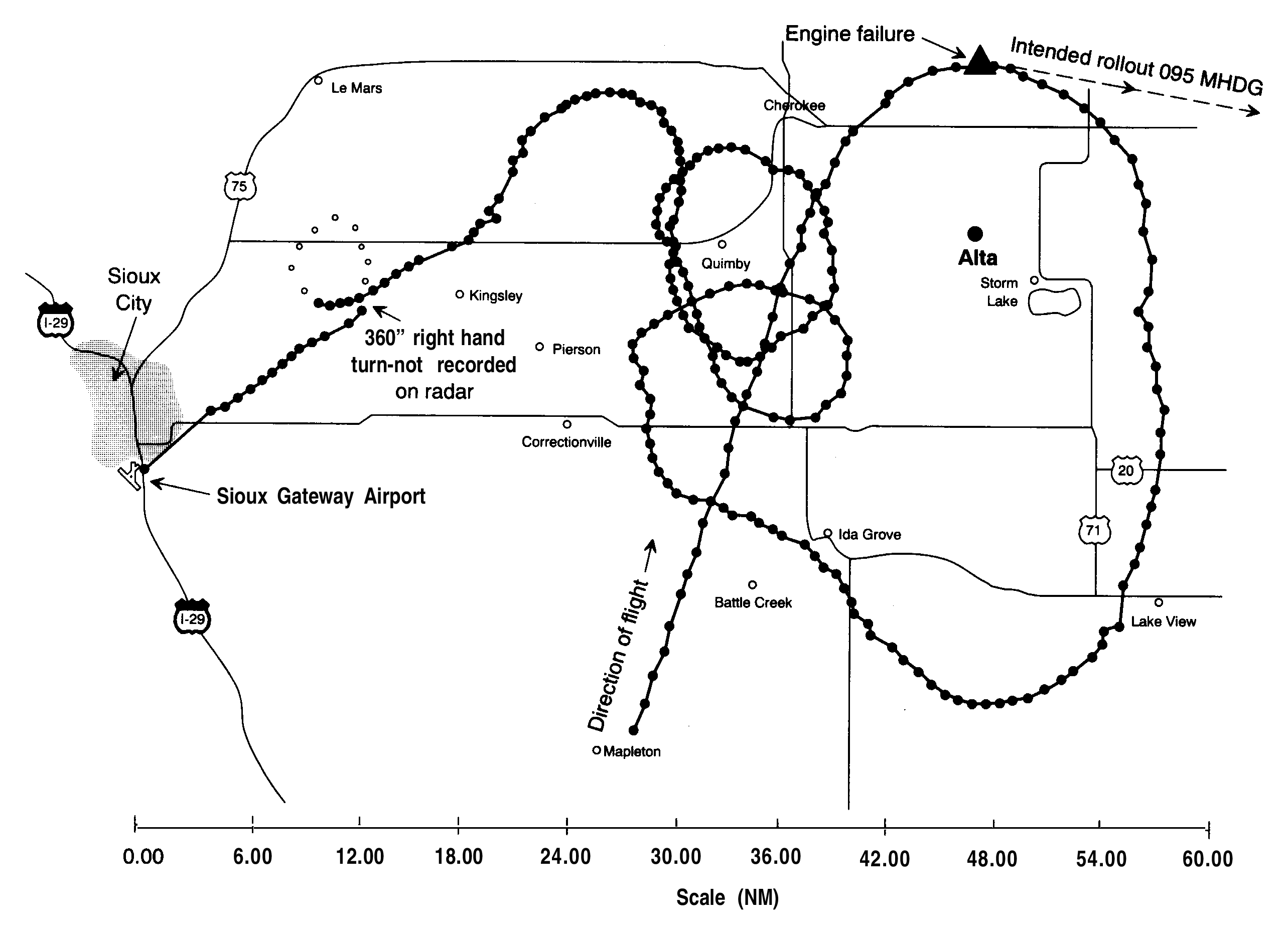
Carte représentant la trajectoire effectuée par le vol 232

Le vol 232 décolle à 14 h 9 (heure locale) de l'aéroport international Stapleton de Denver, dans le Colorado, à destination de l'aéroport international de Philadelphie, en Pennsylvanie, via l'aéroport international O'Hare de Chicago, dans l'Illinois. À 15 h 16, la soufflante (ou couronne d'aubes) du moteur n°2 (monté sur la queue de l'avion) se brise en plein vol, provoquant de graves dégâts et entraînant la perte totale des trois systèmes hydrauliques de l'avion, à cause d'une fuite massive du liquide. Le risque de perdre simultanément les trois systèmes hydrauliques est estimé à 1 sur un milliard (même si un tel événement est survenu lors de l'accident du vol Japan Airlines 123 en 1985).
Le commandant Haynes et son équipage ressentent immédiatement de fortes secousses. Les alarmes signalent que le pilote automatique n'est plus actif (ce qui arrive en présence de secousses importantes ou de la perte d'un moteur) et que le moteur n°2 connaît de graves dysfonctionnements. Le commandant de bord éteint alors ce moteur. Le mécanicien navigant signale dans le même temps que la pression hydraulique est tombée à zéro.
Le copilote ne parvient pas à contrôler l'avion qui s'engage dans un virage à droite. Le commandant réduit la puissance du moteur n°1 et remet les ailes de l'avion à plat. Cependant, ce dernier entre dans une trajectoire instable, dite phugoïde. L'équipage met en route les pompes hydrauliques de secours, mais sans succès.
À 15 h 20, l'équipage contacte la tour de contrôle de Minneapolis et demande à se poser sur l'aéroport le plus proche. L'aéroport de Des Moines est suggéré. À 15 h 22, le contrôleur leur propose d'atterrir sur l'aéroport de Sioux City. La seconde option est retenue.

Photo du DC-10 prise avant l'accident, avec en rouge les dégâts causé par la destruction du moteur n°2

Alors que le personnel de bord prépare les passagers à un atterrissage d'urgence, une des hôtesses signale au commandant qu'un des passagers, Dennis E. « Denny » Fitch (46 ans), est un pilote-instructeur sur DC-10. Il est invité à entrer dans le cockpit à 15 h 29 et, à la demande de l'équipage, effectue une inspection visuelle des ailes. Il rapporte que les spoilers sont rentrés et qu'il n'a vu aucun mouvement des surfaces de contrôle. Le commandant l'invite à prendre le contrôle des commandes des moteurs. L'instructeur contrôle le roulis et le tangage en jouant sur la force des moteurs. Il constate que l'appareil dévie continuellement vers la droite, rendant difficile le contrôle du tangage. La force des moteurs 1 et 3 doit être modulée de manière asymétrique, en mode manuel.
Onze minutes avant l'atterrissage, le train est descendu manuellement. L'équipage informe la tour de Sioux City qu'il voit l'aéroport. Le contrôleur propose la piste 31, qui fait 2 700 m de long, ainsi que la piste 22, alors fermée, et longue de 2 000 m. La position de l'avion et les difficultés à effectuer un virage à gauche forcent le commandant à choisir la piste 22 plutôt que tenter une manœuvre délicate pour rattraper l'axe de la piste 31. L'instructeur informe le commandant que l'avion est aligné et que son plan de descente est normal. Sans pression hydraulique, ni les volets ni les becs de bord d'attaque sont opérationnels, et la vitesse d'approche est bien supérieure à la normale.
Vingt secondes avant de toucher le sol, la vitesse est de 215 nœuds (environ 398 km/h) et le taux de descente de 1 600 pieds (environ 490 m) par minute. Le commandant sent l'aile droite s'abaisser, puis à environ 100 pieds du sol, le nez de l'avion s'abaisse à son tour. L'instructeur se sert de l'anémomètre du copilote et de repères visuels extérieurs pour contrôler le plan de descente et anticiper les changements de puissance, en modifiant sans cesse la puissance des moteurs n°1 et n°3. L'équipage pense que l'avion est bien aligné avec la piste. Or, il est décalé trop à gauche et le taux de descente est trop important.
Le vol 232 touche le sol à 16 h 0, au seuil de piste, légèrement à gauche de l'axe central. L'extrémité de l'aile droite frappe le sol, puis les roues touchent la piste. Le DC-10 dérape violemment vers la droite et fait un violent tête-à-queue. Il se disloque en plusieurs morceaux et s'embrase. Les pompiers et les ambulances interviennent tout de suite, mais les pertes humaines sont considérables.

## Bilan

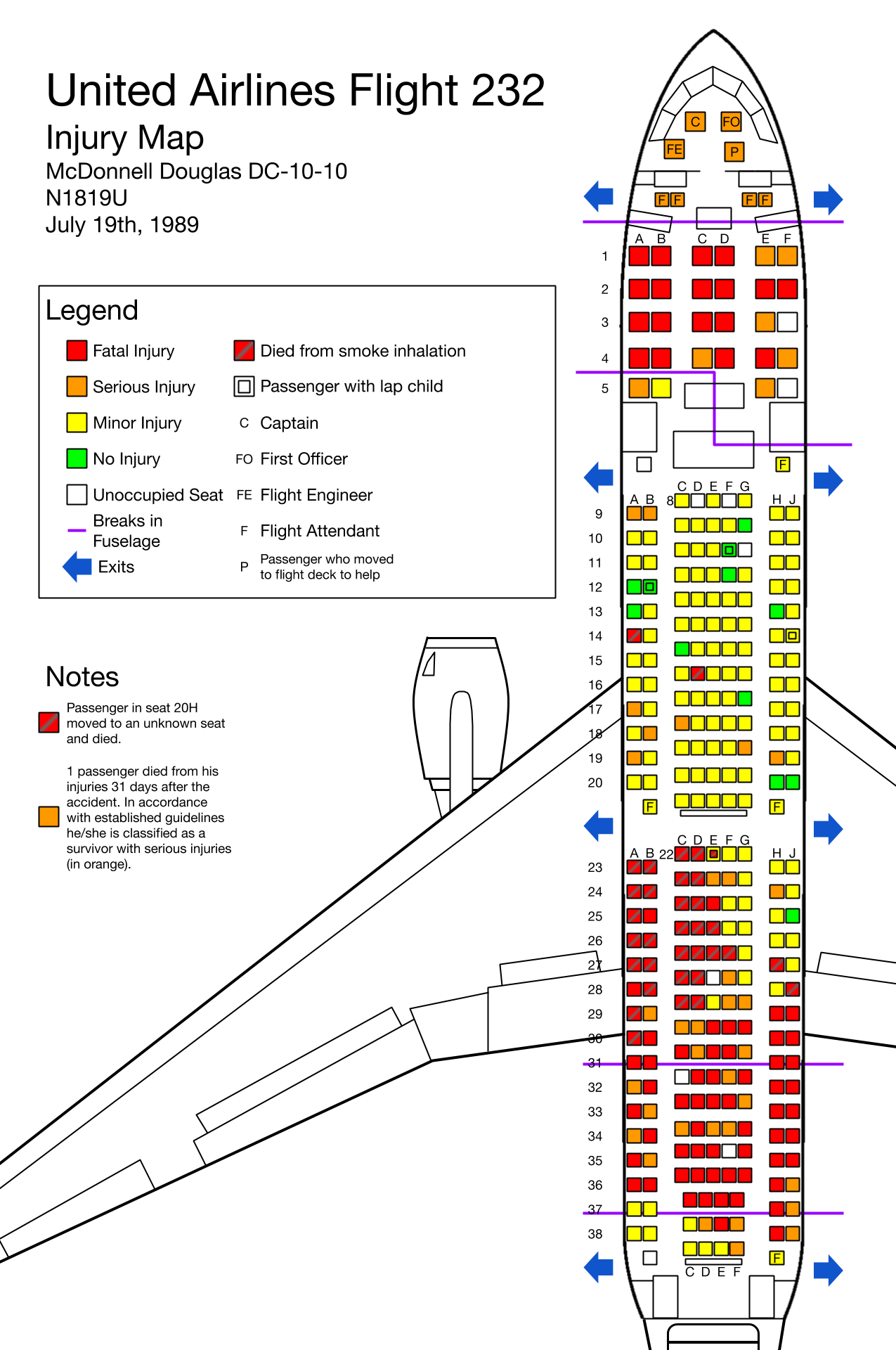
Schéma représentant la répartition des survivants, des blessés et des morts à l'intérieur de l'appareil

- Survivants : 10 membres d'équipage, 175 passagers
- Morts : 1 membre d'équipage, 111 passagers, dont 11 enfants. Un des 175 passagers survivants succombe à ses blessures un mois après l'accident.
- L'avion est entièrement détruit par l'impact et l'incendie post-accident[1].

## Enquête
L'enquête, menée par le Conseil national de la sécurité des transports (NTSB), confirme que l'accident initial est dû à la destruction de la soufflante du moteur n°2. Sa désintégration en vol a produit un grand nombre de débris qui, sous l'effet de la force centrifuge, ont percuté violemment l'empennage de l'avion, endommageant les circuits hydrauliques au point de provoquer une fuite massive du liquide. La pièce incriminée est retrouvée dans un champ trois mois après l'accident.
La défaillance de la soufflante est due à une fissure de fatigue dans le métal du disque, non détectée lors des inspections. L'origine de cette fissure est un défaut de fabrication de l'alliage composant le disque que le constructeur General Electric n'a pas su détecter, en raison de la faiblesse des moyens de contrôle utilisés à l'époque en usine. 

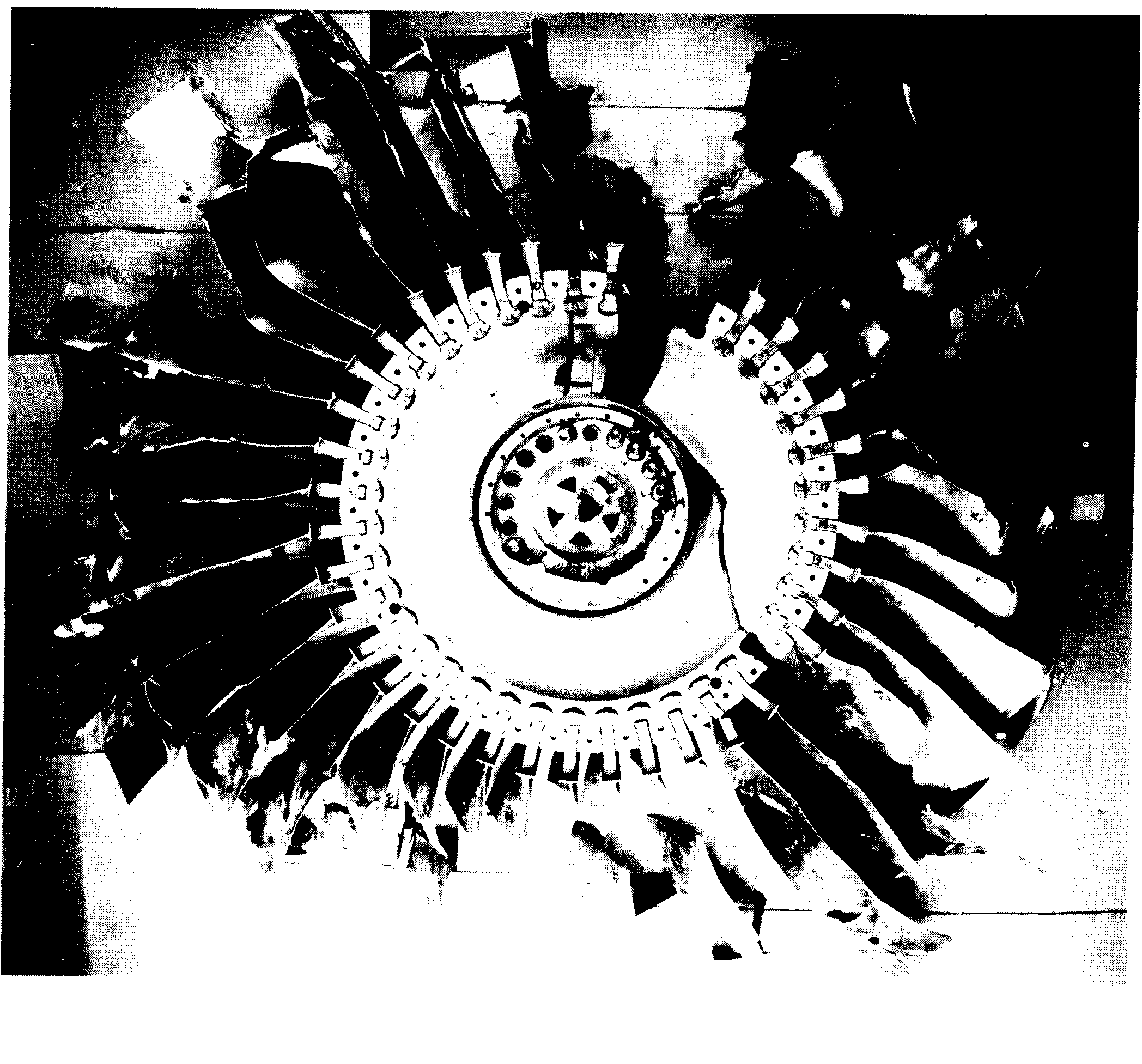
La soufflante du moteur n°2, impliquée dans l'accident du vol 232.

La fissure aurait pu être détectée toutefois par les mécaniciens de maintenance : elle mesurait déjà 1,25 cm lors d'une inspection en avril 1988. La rupture a pour origine une inclusion métallurgique (appelée Hard Alpha) qui se comporte comme une zone de fatigue lorsque la pièce est sollicitée. Le défaut "non détectable" avant de se transformer en fissure conduisant à la rupture est dû au procédé spécifique de fonte des disques (VAR2).  
À la suite de l'accident, le NTSB émet une série de préconisations : la mise en place de méthodes de détection des fissures plus fiables et redondantes ; la révision des méthodes d'élaboration des matériaux (à base de titane) utilisés pour les disques de réacteurs par application du procédé VAR3 et le remplacement des disques VAR2 ; compte-tenu de la difficulté de détection, un plan de suivi et de remplacement des pièces en service par General Electric ; la mise en place d'un groupe de travail international réunissant les quatre motoristes majeurs équipant les avions dans le monde, General Electric, P&W, Rolls-Royce et SNECMA ; l'amélioration de la protection des systèmes hydrauliques et la mise en place d'un système permettant de réduire le débit d'une fuite de liquide. 
Le NTSB a également salué l'efficacité de l'équipage et a souligné que la coopération à l'intérieur du cockpit durant la phase finale du vol avait été exemplaire à tous points de vue.

## Documentaires télévisés
- « Atterrissage forcé à Sioux City », 7e épisode de la 2e saison de La Minute de vérité.
- « Explosion à Sioux City », 13e épisode de la 11e saison de Air Crash.
- « United Airlines 232 : l'atterrissage impossible », 2e épisode de la 1re saison de Quand la situation tourne à la catastrophe.

## Fictions
- Mille héros (téléfilm américain) (1990)